# 貝多芬之家
貝多芬之家（德語：Beethoven-Haus）是位於德國波恩的一處紀念館、博物館和文化機構。成立於1889年，建築本身曾是貝多芬生活和工作過的地方。貝多芬之家由貝多芬之家協會和公共資金運營。

## 外部連結
- Official site （页面存档备份，存于）

50°44′13″N 7°6′5″E / 50.73694°N 7.10139°E